# 狭叶凤尾蕨
狭叶凤尾蕨（学名：Pteris henryi），为凤尾蕨科凤尾蕨属下的一个植物种。